# Championnat de France masculin de handball de deuxième division 2016-2017
Navigation
Division 2 2015-2016 Proligue 2017-2018
La Proligue 2016-2017 est la soixante-cinquième édition du championnat de France masculin de handball de deuxième division. Pour la première fois, ce n'est plus la Fédération française de handball mais la Ligue nationale de handball (LNH) qui organise ce championnat. À cette occasion, il adopte le nom de Proligue.
Tremblay-en-France Handball a déclaré champion de France à l'issue de la 23e journée. Vainqueur des barrages d'accession, le Massy Essonne Handball est le second club promu en Division 1.
En bas de tableau, Valence Handball et Saint-Gratien/Sannois sont relégués en Nationale 1.

## Formule
À la fin de la saison, le premier est promu en Starligue.
Les équipes classées de la 2e à la 5e places jouent des barrages d'accession : en demi-finales, le 2e affronte le 5e et le 3e affronte le 4e sous forme de deux matchs aller-retour, le mieux classé recevant au retour. Le vainqueur de la finale sera promu en Starligue. En cas d'égalité parfaite à l'issue du temps réglementaire des demi-finales ou de la finale (c'est-à-dire sans que les équipes concernées ne puissent être départagées par d'une part, le plus de buts sur l'ensemble des deux rencontres aller et retour et, d'autre part, le plus de buts marqués à l'extérieur sur l'ensemble des 2 matches), c'est le club le mieux classé à l'issue du championnat (phase régulière) qui déclaré vainqueur de l'opposition.
En bas de tableau, les équipes classées 13e et 14e à l'issue de la saison sont reléguées en Nationale 1. Les modalités d'accession pour les clubs de Nationale 1 « sont définies par les règlements fédéraux ».

## Les clubs participants
| \| Besançon Nancy Pontault-C. Cherbourg Istres Limoges Dijon Billère Valence Chartres St-Gratien/S. Caen Tremblay \| Localisation des clubs engagés dans le championnat. |
| Besançon Nancy Pontault-C. Cherbourg Istres Limoges Dijon Billère Valence Chartres St-Gratien/S. Caen Tremblay                                                           |

| Club                           | Classement 2015-2016 | Entraîneur           | Salle                                    | Capacité théorique |
| ------------------------------ | -------------------- | -------------------- | ---------------------------------------- | ------------------ |
| Chartres Métropole Handball 28 | 13e (D1)             | Jérémy Roussel       | Halle Jean-Cochet                        | 1 200              |
| Tremblay-en-France Handball    | 14e (D1)             | David Christmann     | Palais des sports                        | 1 020              |
| Dijon Bourgogne Handball       | 4e                   | Jackson Richardson   | Palais des sports J-M-Geoffroy           | 3 200              |
| Massy Essonne Handball         | 5e                   | Benjamin Braux       | Centre omnisports Pierre-de-Coubertin    | 800                |
| Billère Handball               | 6e                   | Aitor Etxaburu       | Sporting d'Este Palais des sports de Pau | 1 500 6 500        |
| Istres Provence HB             | 7e                   | Gilles Derot         | Halle polyvalente                        | 2 000              |
| JS Cherbourg                   | 8e                   | Mikica Maksic        | Complexe Sportif de Chantereyne          | 2 600              |
| Grand Nancy Métropole Handball | 9e                   | Stéphane Plantin     | Parc des Sports de Vandœuvre Nations     | 1 950              |
| Grand Besançon DHB             | 10e                  | Christophe Viennet   | Palais des sports Ghani-Yalouz           | 4 200              |
| Pontault-Combault Handball     | 11e                  | Sébastien Quintallet | Espace Boisramé                          | 1 300              |
| Limoges Hand 87                | 12e                  | Nenad Stanic         | Salle Henri-Normand                      | 1 300              |
| Valence Handball               | 14e                  | Hervé Sagot          | Palais des sports Pierre-Mendès-France   | 2 000              |
| Caen Handball                  | 1er (Nat. 1)         | Dragan Mihailovic    | Palais des sports de Caen                | 2 950              |
| Saint-Gratien/Sannois          | 1er (Nat. 1)         | Samy El Jammal       | Salle Michel-Hidalgo                     | 900                |

Remarque : le Mulhouse HSA, 3e de la saison régulière et demi-finaliste des play-offs, a déposé le bilan. Le premier relégué (Angers, 13e) n’ayant pas présenté de dossier de repêchage, c’est Valence qui est finalement repêché.

## Saison régulière
|    | Équipe                          | Pts  | J  | G  | N | P  | Bp  | Bc  | Diff |
| -- | ------------------------------- | ---- | -- | -- | - | -- | --- | --- | ---- |
| 1  | Tremblay-en-France Handball (R) | 48   | 26 | 24 | 0 | 2  | 818 | 638 | 180  |
| 2  | Pontault-Combault Handball      | 39   | 26 | 18 | 3 | 5  | 719 | 660 | 59   |
| 3  | Istres Provence HB              | 37   | 26 | 17 | 3 | 6  | 697 | 642 | 55   |
| 4  | Massy Essonne Handball          | 35   | 26 | 17 | 1 | 8  | 712 | 645 | 67   |
| 5  | Chartres Métropole Handball (R) | 32   | 26 | 14 | 4 | 8  | 724 | 667 | 57   |
| 6  | Limoges Hand 87                 | 26   | 26 | 12 | 2 | 12 | 691 | 688 | 3    |
| 7  | Dijon Bourgogne Handball        | 25   | 26 | 11 | 3 | 12 | 717 | 720 | -3   |
| 8  | Billère Handball                | 23   | 26 | 10 | 3 | 13 | 663 | 688 | -25  |
| 9  | JS Cherbourg                    | 22   | 26 | 9  | 4 | 13 | 666 | 712 | -46  |
| 10 | Grand Nancy Métropole Handball  | 20-1 | 26 | 9  | 3 | 14 | 625 | 684 | -59  |
| 11 | Grand Besançon DHB              | 19-2 | 26 | 9  | 3 | 14 | 725 | 726 | -1   |
| 12 | Caen Handball (P)               | 16   | 26 | 6  | 4 | 16 | 650 | 710 | -60  |
| 13 | Valence Handball                | 13-1 | 26 | 6  | 2 | 18 | 633 | 720 | -87  |
| 14 | Saint-Gratien/Sannois (P)       | 5    | 26 | 2  | 1 | 23 | 663 | 803 | -140 |

|     | Champion et promu en Starligue              |
|     | Qualification pour les barrages d'accession |
|     | Relégation en Nationale 1                   |
| (P) | Promu de Nationale 1 en 2016                |
| (R) | Relégué de Division 1 en 2016               |
| -1  | Point(s) de pénalité                        |

*Ce classement tient compte de :
- la décision de la Commission d'Organisation des Compétitions de la LNH qui a déclaré le match Grand Nancy Métropole HB / Tremblay en France HB, du 9 septembre 2016 (J1 Proligue) perdu par pénalité par Nancy. Ceci a pour conséquence un score de 0-20 en faveur de Tremblay et le retrait d’un point de pénalité au classement au détriment de Nancy.
- la décision de la commission d'appel de la Commission Nationale de Contrôle de Gestion (CNCG) de la FFHB du 26 juillet 2016, qui sanctionne le club de Besançon d'un retrait de 2 points au classement.
- la décision de la Commission d’Organisation des Compétitions de la LNH qui a déclaré le match Valence HB / Massy Essonne HB, du 2 décembre 2016 (J10 Proligue) perdu par pénalité par Valence. Ceci a pour conséquence un score de 0-20 en faveur de Massy et le retrait d’un point de pénalité au classement au détriment de Valence.

## Barrages d'accession en Starligue
|  | Demi-finales      | Demi-finales               | Demi-finales      | Demi-finales           |    |                 | Finale           | Finale           | Finale           | Finale           |
|  |                   |                            |                   |                        |    |                 |                  |                  |                  |                  |
|  | 23 et 26 mai 2017 | 23 et 26 mai 2017          | 23 et 26 mai 2017 | 23 et 26 mai 2017      |    |                 | 30 mai et 2 juin | 30 mai et 2 juin | 30 mai et 2 juin | 30 mai et 2 juin |
|  | 5e                | Chartres MHB 28            | 26                | 32                     |    |                 | 30 mai et 2 juin | 30 mai et 2 juin | 30 mai et 2 juin | 30 mai et 2 juin |
|  | 5e                | Chartres MHB 28            | 26                | 32                     |    |                 | 30 mai et 2 juin | 30 mai et 2 juin | 30 mai et 2 juin | 30 mai et 2 juin |
|  | 2e                | Pontault-Combault Handball | 25                | 31                     |    |                 | 30 mai et 2 juin | 30 mai et 2 juin | 30 mai et 2 juin | 30 mai et 2 juin |
|  | 2e                | Pontault-Combault Handball | 25                | 31                     | 5e | Chartres MHB 28 | 28               | 24               |                  |                  |
|  | 23 et 26 mai 2017 |                            |                   |                        | 5e | Chartres MHB 28 | 28               | 24               |                  |                  |
|  |                   |                            | 4e                | Massy Essonne Handball | 26 | 26              |                  |                  |                  |                  |
|  | 4e                | Massy Essonne Handball     | 4e                | Massy Essonne Handball | 26 | 26              | 26               | 26               |                  |                  |
|  | 4e                | Massy Essonne Handball     |                   |                        |    |                 |                  | 26               |                  |                  |
|  | 3e                | Istres Provence HB         | 21                | 30                     |    |                 |                  |                  |                  |                  |
|  | 3e                | Istres Provence HB         | 21                | 30                     |    |                 |                  |                  |                  |                  |

Remarques :
- le classement indiqué devant chaque équipe est celui au terme de la saison régulière,
- le Massy Essonne Handball est promu en Division 1 aux dépens du Chartres Métropole Handball 28 selon la règle du nombre de buts marqués à l'extérieur (26 contre 24).

## Bilan de la saison
| Description                        | Club                        | Commentaire                               |
| Accession en Starligue             |                             |                                           |
| Champion de France                 | Tremblay-en-France Handball | Après 1 saison en D2                      |
| Vainqueur des barrages d'accession | Massy Essonne Handball      | Après 6 saisons en D2                     |
| Relégations en Nationale 1         |                             |                                           |
| Avant-dernier                      | Valence Handball            | Après 5 saisons en D2                     |
| Dernier                            | Saint-Gratien/Sannois       | Après 1 saison en D2                      |
| Promotions depuis la Nationale 1   |                             |                                           |
| 1er de la poule d'accession        | Saint-Marcel Vernon         | Retour en D2 après 3 saisons en N1        |
| 2e de la poule d'accession         | Cavigal Nice Handball       | Retour en D2 après 18 saisons en N1 et N2 |

## Statistiques et récompenses

### Meilleur joueur et meilleur entraîneur
Le 9 juin 2017, les Trophées LNH 2017 ont  été décernés,. La liste des nommés a été dévoilée le 23 mai et les votes se sont déroulés du 23 mai au 2 juin sur le site de la LNH :
- Meilleur joueur : Luc Steins (Massy EHB, 33 % des voix)
  - autres nommés : ??
- Meilleur entraîneur : Benjamin Braux (Massy EHB, 32 % des voix),
  - autres nommés : ??

### Meilleurs buteurs
À l'issue de la saison régulière, les meilleurs buteurs sont :
| Rang | Joueur           | Club                           | Buts      | Matchs | Moy. |
| ---- | ---------------- | ------------------------------ | --------- | ------ | ---- |
| 1    | Pierrick Naudin  | Dijon Bourgogne Handball       | 172 / 268 | 24     | 7,17 |
| 2    | Samuel Honrubia  | Tremblay-en-France Handball    | 133 / 171 | 25     | 5,32 |
| 3    | Yann Roby        | Valence Handball               | 133 / 266 | 24     | 5,54 |
| 4    | Étienne Mocquais | UMS Pontault-Combault          | 129 / 191 | 24     | 5,38 |
| 5    | Luka Brkljacic   | Grand Nancy Métropole Handball | 125 / 203 | 23     | 5,43 |